# Syndactylactis chuni
Espèce
Syndactylactis chuni est une espèce de la famille des Cerianthidae.

## Systématique
Le nom valide complet (avec auteur) de ce taxon est Syndactylactis chuni Carlgren, 1924.

## Publication originale
- Carlgren, O. (1924). Die larven der Ceriantharien, Zoantharien und Actiniarien der deutschen Tiefsee-expedition mit einen Nachtrag zu den Zoantharien. Wissenschaftliche Ergebnisse der Deutschen Tiefsee-Expedition auf dem Dampfer "Valdivia" 1898-1899. 19: 339-476.